# Numo
Numo (em grego: νουμμίον; romaniz.: noummion; em latim: nummus; plural: νοῦμμοι, nummi) é um termo latino que significa "moeda", usado tecnicamente para uma série de moedas de cobre emitidas pelos imperadores romano e bizantinos durante a Antiguidade Tardia.

## História

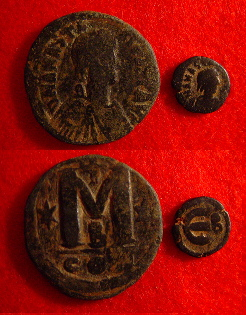
Numos do final do reinado de Anastácio I: na esquerda uma moeda de 40 numos (fólis) e na direita uma moeda de 5 numos (pentanúmio)

Em ca. 294, durante a Tetrarquia, uma nova grande moeda de bronze de ca. 10 gramas de peso e 30 mm de diâmetro apareceu. Seu nome oficial foi aparentemente numo, mas é geralmente conhecido entre os numismatas como o fólis. O termo numo é, assim, geralmente aplicado exclusivamente para as emissões bizantinos dos séculos V-VII. Havia moedas pequenas, mal cunhadas, pesando menos de 1 grama, formando a mais baixa denominação da cunhagem bizantina. Elas foram avaliadas oficialmente em 1/7200 do soldo de ouro, mas mais geralmente taxada para 1/6000 ou 1/12000. O numo geralmente teve o perfil do imperador bizantino reinante no anverso e o monograma imperial bizantino no reverso, embora algumas moedas, como as do imperador Justiniano (r. 527–565) exibem seu valor numérico pelo numeral grego "A" ao invés disso.
Em 498, o imperador Anastácio I Dicoro (r. 491–518) reformou a cunhagem (executada pelo conde das sagradas liberalidades João, o Paflagônio) através da introdução de múltiplos numos, com denominações de 40 numos, também conhecido como um fólis, 20 numos (semi-fólis) 10 numos (em grego: δεκανούμμιον, decanúmio). Estas foram também marcadas com numerais gregos representando o valor delas: "M" para fólis, "K" para semi-fólis e "I" para o decanúmio. Por outro lado, parece que a emissão de numos simples foi descontinuada. Em 513, os pesos destas moedas foram duplicados, o pentanúmio (em grego: πεντανούμμιον, 5 numos marcados com "E") foi introduzido, e a cunhagem de numos simples retomada.
Em 538/539, o imperador Justiniano introduziu alterações adicionais nos fólis de 40 numos, aumentando o peso dele para 25 gramas. Foi reduzido novamente para 22.5 gramas em 541/542, e novas reduções seguiram até o final do século. Neste tempo, uma nova moeda de 30 numos (marcada com  "Λ" ou "XXX") foi introduzida, mas o fólis único deixou de ser cunhado em Constantinopla. Sobreviveu no Exarcado de Cartago no século VII contudo. Durante o século VII, as crises financeira e militar sucessivas levaram ao aumento da redução no peso e uma marcada deterioração da qualidade da cunhagem de bronze; pelo tempo do imperador Constante II (r. 641–668), um fólis pesava apenas 3 gramas. Consequentemente, as denominações menores que o semi-fólis foram praticamente imutáveis e abandonadas. A partir daí, o termo numo permaneceu em uso como uma unidade nacional para 1⁄6.000 do soldo, e em uso coloquial para "pequena mudança".